# Georges Glaeser
Georges Glaeser, als Salom Glaeser (* 8. November 1918 in Paris; † 6. September 2002 in Chantelle, Allier, Frankreich) war ein französischer Mathematiker, der sich mit Analysis und Mathematikdidaktik befasste. Er war Direktor des IREM (Institut de recherche sur l’enseignement des mathématiques) der Universität Straßburg.

## Leben
Sein Vater war der ursprünglich aus Riga stammende Anwalt Léo Glaeser, der am 19. Juni 1944 durch die französische Miliz in Rillieux-la-Pape mit sechs anderen Juden erschossen wurde als Vergeltung für die Ermordung eines Vichy-Staatssekretärs durch die Resistance. Seine Mutter war Margola Grina Goloboff. Sein Bruder ist der Filmregisseur Henri Glaeser (1929–2007).
Er zwar zweimal verheiratet, 17. September 1939 Pauline Benadon und am 8. August 1962 Jacqueline Lucienne Marie Magnet.
Glaeser wurde 1957 an der Universität Nancy bei Laurent Schwartz promoviert (Étude de certaines algèbres Tayloriennes).
Er ist für den Satz von Glaeser bekannt über Stetigkeitseigenschaften der Wurzelfunktion. Sei {\displaystyle f\colon U\rightarrow \mathbb {R} ^{+}} von der Klasse {\displaystyle C^{2}} in einer offenen Menge U des {\displaystyle \mathbb {R} ^{n}}, dann ist {\displaystyle {\sqrt {f}}} genau dann zu {\displaystyle C^{1}} gehörig, wenn die erste und zweite Ableitung an den Nullstellen von f verschwinden.
Daneben ist er für den Kompositionssatz von Glaeser bekannt, der Bedingungen angibt, wann eine glatte Funktion die Zusammensetzung zweier anderer glatter Funktionen ist. Es verallgemeinert den Hauptsatz der Symmetrischen Polynome.

## Schriften
- Mathematiques pour l’eleve professeur. Hermann, Paris 1971.
  - Deutsche Übersetzung von Ursula Drouillon: Mathematik für Lehrer in Ausbildung und Praxis. Vieweg 1981.